# بنتلي سبرينغر
بنتلي سبرينغر (بالإنجليزية: Bentley Springer)‏ هو لاعب كرة قدم باربادوسي، ولد في 19 نوفمبر 1979 في باربادوس. شارك مع منتخب باربادوس لكرة القدم. أما مع النوادي، فقد لعب مع Technico (Barbados football club) ‏.

## وصلات خارجية
- بنتلي سبرينغر على موقع قاعدة بيانات كرة القدم.إي يو (الإنجليزية)
- بنتلي سبرينغر على موقع ناشيونال فوتبول تيمز (الإنجليزية)
- بنتلي سبرينغر على موقع Soccerway.com (الإنجليزية)